# Frédéric Striby
 Frédéric Striby, né le 9 juin 1943 à Sierentz et mort le 7 mars 2013,, est un homme politique français.

## Biographie
Avant sa carrière politique, il était professeur d'allemand.
Il est député européen de 1994 à 1999, figurant sur la liste de la Majorité pour l'autre Europe de Philippe de Villiers.
Il a par ailleurs été maire de Michelbach-le-Bas jusqu'en 2008 et est conseiller général du Haut-Rhin, élu du canton de Huningue depuis 1992.
Le 28 janvier 2011, il décide de ne pas se représenter pour un quatrième mandat et qu'il se retirera de la vie politique lors de la fin de son mandat.
Il a été vice-président du Conseil général du Haut-Rhin.
Il est décédé le 7 mars 2013 à l'âge de 69 ans.

## Mandats électifs
- 1994 - 1999 : Député européen
- 1971 - 2008 : Maire de Michelbach-le-Bas
- 1992 - 2011 : Conseiller général du canton de Huningue